# Dioses de la peste
Dios de la peste (en alemán: Götter der Pest) es una película dramática en blanco y negro de Alemania Occidental de 1970 dirigida por Rainer Werner Fassbinder .

## Trama
Tras salir de la cárcel, el ex convicto Franz Walsch se introduce de nuevo en el submundo criminal de Múnich y también descubre que sus intereses se centran en dos mujeres, Joanna y Margarethe, así como en Günther, su amigo que anteriormente disparó a su hermano.

## Reparto
- Hanna Schygulla como Joanna Reiher
- Margarethe von Trotta como Margarethe
- Harry Baer como Franz Walsch
- Günther Kaufmann como Günther
- Carla Egerer como Carla Aulaulu
- Ingrid Caven como Magdalena Fuller
- Jan George como Policía
- Marian Seidowsky como Marian Walsch
- Yaak Karsunke como Inspector
- Micha Cochina como Joe
- Hannes Gromball como Gerente de Supermercado
- Lilith Ungerer como Chica
- Katrin Schaake como Propietaria de la Cafetería
- Lilo Pempeit como Madre
- Rainer Werner Fassbinder como Cliente de Pornografía
- David Morgan como Receptor
- Thomas Schieder como Tommy
- Kurt Raab como Invitado del Bar
- Irm Hermann como Camarero
- Peter Moland
- Doris Mattes como Marie Luise
- Eva Madelung como Chica
- Ursula Strätz como Propietaria de la Tienda de Antigüedades

## Producción
La película se rodó en Múnich y Dingolfing durante cinco semanas en octubre y noviembre de 1969 y Fassbinder finalmente llegó a considerarla, poco antes de morir, como el quinto mejor largometraje que realizó durante toda su carrera. 

## Análisis
Kaja Silverman escribió que la película «mantiene al sujeto y a la imagen ideal a la distancia más extrema entre sí y que, por lo tanto, certifica de manera más elocuente a la exterioridad recalcitrante de este último.» Escribió además que el personaje de Margarethe "sostiene su identidad a través de una referencia constante a una representación externa".  Al comentar sobre la escena en la que se ve a sí misma en un cartel con el rostro de una mujer rubia, Silverman afirmó que es "presumiblemente un anuncio ampliado".  También se ha observado que la película está repleta de simbolismo homoerótico . 

## Lanzamiento
La película fue lanzada en DVD por The Criterion Collection en 2013 a través de su serie Eclipse como parte de una caja junto con El amor es más frío que la muerte, Katzelmacher, The American Soldier y Atención a esa prostituta tan querida . 

## Crítica
El reparto y el trabajo de cámara de la película ganaron el Deutscher Filmpreis (Cinta de película de Oro) en 1970.  La opinión de PopMatters sobre la película fue que "demuestra la maestría expresiva del director",  el crítico Michael Koresky opinó que la película «en última instancia ilustra la inutilidad del romance y la inevitabilidad y la ignominia de la muerte»,  mientras que otro crítico, Noel Murray, escribió que la película explora sus "medios de maneras notables, con momentos memorables" y una "informalidad sobre la desnudez y la escatología que supera incluso al cine clandestino estadounidense de la época".  De manera similar, el crítico de la Slant Magazine, Jordan Cronk, escribió que la "destreza técnica de Fassbinder muestra un mayor avance" con esta película, "convirtiendo el minimalismo en una dramaturgia más lúgubre",  Steve Erickson subrayó el hecho de que "hay algo convincente en la experimentación, incluso si las habilidades de Fassbinder aún no estaban ahí. Por un lado, Dios de la peste toma una narrativa que supuestamente gira en torno a un triángulo amoroso heterosexual y la gira en una dirección homoerótica, ofreciendo desnudez tanto de Baer como de Kaufmann, este último de quien el director estaba enamorado en ese momento. Ese es un giro en el cine negro que rara vez se ve incluso hoy en día",  y Rebecca A. Brown señaló que la película es una de las "primeras películas visualmente más impresionantes de Fassbinder donde la cámara yuxtapone exuberantemente oscuros, grises y blancos intensos en cada escena, también abundan las imágenes centradas de los actores y los interiores bien decorados, desorientando la familiaridad de la narrativa y la actuación deliberadamente apática de Baer.  Además, IndieWire se ha referido a la película como "sensualmente compuesta",  el crítico Fernando F. Croce opinó que el "diálogo de la película es musical en su concisión",  el crítico Dennis Schwartz la ha llamado "bastante buena de ver",  y TV Guide escribió que es una "película policial memorable".   El crítico del New York Times Vincent Canby escribió que "está impecablemente interpretada por miembros de la sociedad anónima Fassbinder",  y Time Out de Londres elogió la película como "una meditación ingeniosa y elegante sobre el género, filtrada a través de la decididamente sensibilidad oscura y morbosa de su director." 